# ジェシカ・タイラー・ブラウン
ジェシカ・タイラー・ブラウン（Jessica Tyler Brown、2004年11月2日 - ）は、アメリカ合衆国の女優。

## 出演作品
- パラノーマル・アクティビティ/呪いの印（クリスティ（幼少期））
- パラノーマル・アクティビティ3（クリスティ（幼少期））
- パラノーマル・アクティビティ5（ケイティ（幼少期））